# 中国民航 (1953年—1987年)
中国民航（英語：Civil Aviation Administration of China），是中国民用航空局于1953年至1987年间，经营民用航空事業所使用的名义。在上述期间，民航局垄断经营中华人民共和国的国际航线、国内干线和工业航空经营业务，並承担中华人民共和国的载旗航空职能。
中华人民共和国民用航空事业开端于1949年中國航空（中航）、中央航空（央航）的两航起义。1952年7月，中航、央航两航合并组建中國人民航空公司（人航），人航旋即于1953年6月并入民航局，开始使用“中国民航”名义经营民用航空事业。其后长期由中国民用航空局同时承担民用航空行政管理、生产经营两项职能，形成“政企合一”格局。1987年，国务院决定对民航业进行体制改革，将中国民用航空局经营的民用航空事业分立为6家独立的航空公司。后又于2002年整合为中国航空集团（中航）、中国南方航空集团（南航）、中国东方航空集团（东航）3家国有特大型民用航空企业集团。
目前，中华人民共和国载旗航空地位及原中国民航的IATA航司代码“CA”、ICAO航司代码“CCA”均由中航集团所属的中国国际航空（国航）繼承。

## 历史

### 军民合一时期
1952年7月17日成立中国人民航空公司，经营航空运输和专业航空业务。由于民航初建，业务量不大，设两套机构，配两套干部，冗员过多，而且存在领导关系及工作上的矛盾，不能很好地保证飞行安全。在不到一年时间内，发生几起重大事故。因此，1953年6月，学习苏联民航“政企合一”的模式，中国人民航空公司并入中央人民政府人民革命军事委员会民用航空局（简称“中央军委民航局”）。1955年1月1日，中苏民航并入中国民航北京管理处和西北管理处:275。
中央军委民航局以“中国民航”的名義經營民用航空業務。1954年11月，中央军委民航局更名为中国民用航空局，列入国务院机构序列。同年，中国民航开始执行领导人专机任务:659-660，20世纪50年代中期开始运营国际航线，但当时的目的地仅为苏联、蒙古人民共和国、朝鲜、缅甸等社会主义阵营国家，机队也以苏联制客机为主:65。 
1959年，中国民航接收首架伊尔-18，此后伊尔-18机队规模于60年代达到11架，1963年引进维克斯子爵型:42，次年3月26日使用伊尔-18开通京沪、京广不经停航班:580。
中国民航首款涡扇式飞机为1970年从巴基斯坦购入的霍克薛利三叉戟型，次年伊尔-62也加入中国民航机队:46。1973年，中国民航接收首架波音707，次年使用波音707开通北京经卡拉奇飞往巴黎的中法航线以及北京经上海、大阪至东京的中日航线:66，707机队规模也达到10架:46。1974年1月30日，中国民航已运营19年的北京-伊尔库茨克航线改为使用伊尔-62从北京直航莫斯科:66，同年4月1日，中国民航用伊尔-62开通北京-乌鲁木齐航线，京乌两地间实现当天到达:62:582。1978年3月31日，北京-卡拉奇-亚的斯亚贝巴航线开通，成为中国民航首条通往非洲的国际航线，苏黎世和法兰克福这两个航点也先后于1978年和1979年开航:68。中国民航于1980年用波音707先后开航曼谷、香港:65，其中香港航線於11月4日開航。

### 政企合一时期
1980年3月，中国民航脱离军队建制（除航行管制权仍由总参作战部航行局和空军司令部航行局统一领导），原国家民用航空总局更名为“中国民用航空局”，恢复为国务院直属机构，实行企业化管理；既是政府行政部门，又以“中国民航（CAAC）”的名义直接经营航空运输。
1980年代隨著與西方關係改善，開始引入先進的客機與開發歐美航線，中国民航引进3架波音747SP，其中一架首次以租赁形式引进:46，同年11月投入法兰克福及伦敦航线运营:69，翌年1月7日用其开通首条中美定期航线，由北京经上海、旧金山飞往纽约，1982年又租入一架747SP，同年开航洛杉矶:69-70，1983年引进设269个客位的波音747-200BM客货混合机:48，民航北京管理局也开始将波音707外调至成都、上海管理局:81。同年，中国民航上海管理局引进MD-82。
1984年，中国民航引进波音737-200和国产运-7，同年9月5日开通首条由北京经广州飞往悉尼的航线。1985年，中国民航首次引进空中客车A310和波音767:49，同年6月17日开通新加坡航线:71，1986年首航罗马，开通中意航线:614，1987年开航柏林、温哥华:72并增加北京-东京-旧金山-纽约航班:615。
1980年代中期，中国民航已开通飞往美国、欧洲、中东、澳大利亚的航班，且多用波音客机执行，而在前往东欧的航班上仍使用苏制客机，如伊尔-62。中国民航只在国际航线上使用IATA代码CA（如CA981），国内航线则无此代码（如1501）。

### 政企分开改革
1985年1月1日，中国民用航空乌鲁木齐管理局、新疆航空公司成立，实行政企合一体制，不再使用“中国民航”名义。
1987年，国务院决定对民航业进行以航空公司与机场分设为特征的体制改革，原“中国民航”拆分成6个独立的航空公司：
- 中国国际航空公司（总部驻北京，由原中国民航北京管理局飞行总队整合组建）
- 中国东方航空公司（总部驻上海，由原中国民航上海管理局各飞行大队整合组建）
- 中国南方航空公司（总部驻广州，由原中国民航广州管理局各飞行大队整合组建）
- 中国西北航空公司（总部驻西安，由原中国民航西安管理局各飞行大队整合组建）
- 中国北方航空公司（总部驻沈阳，由原中国民航沈阳管理局各飞行大队整合组建）
- 中国西南航空公司（总部驻成都，由原中国民航成都管理局各飞行大队整合组建）

同一时期，中国民航局直属民航运输企业还包括中国云南航空公司、长城航空公司、中国航空总公司（及所属中航浙江航空公司）。
2002年，中国西北航空公司、中国云南航空公司并入中国东方航空公司；中国北方航空公司并入中国南方航空公司；中国航空总公司、中国西南航空公司、中国国际航空公司合并组建中国航空集团公司（所属机队统一并入中国国际航空公司）。而各民用航空场站则下放地方管理。
現在，原“中国民航”的航空代碼（IATA：CA；ICAO：CCA）及大部分国际航班航权都歸併到了中國國際航空旗下。

## 机队

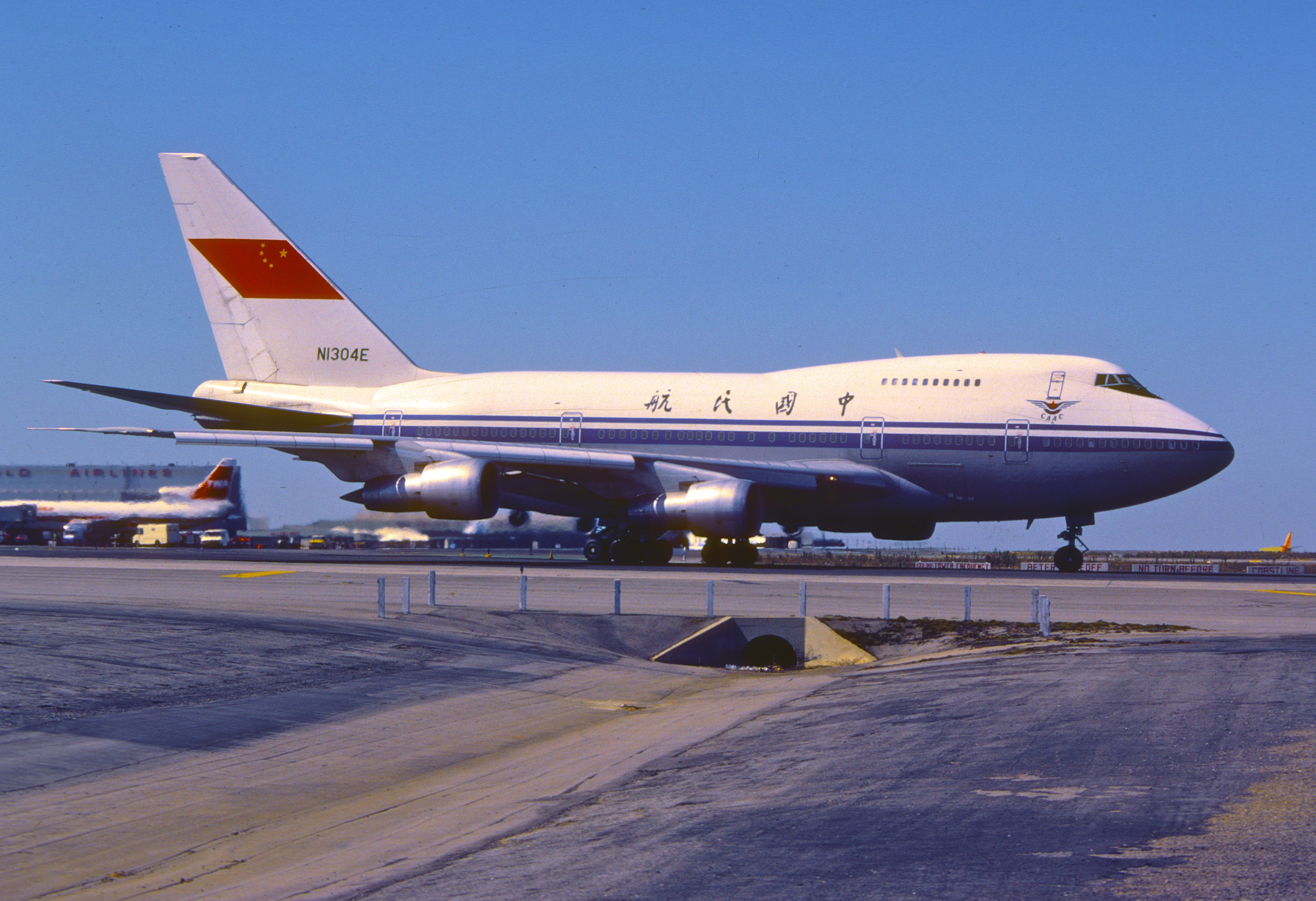
1982年，在洛杉磯的中國民航波音747SP客机，喷涂中国民航涂装。

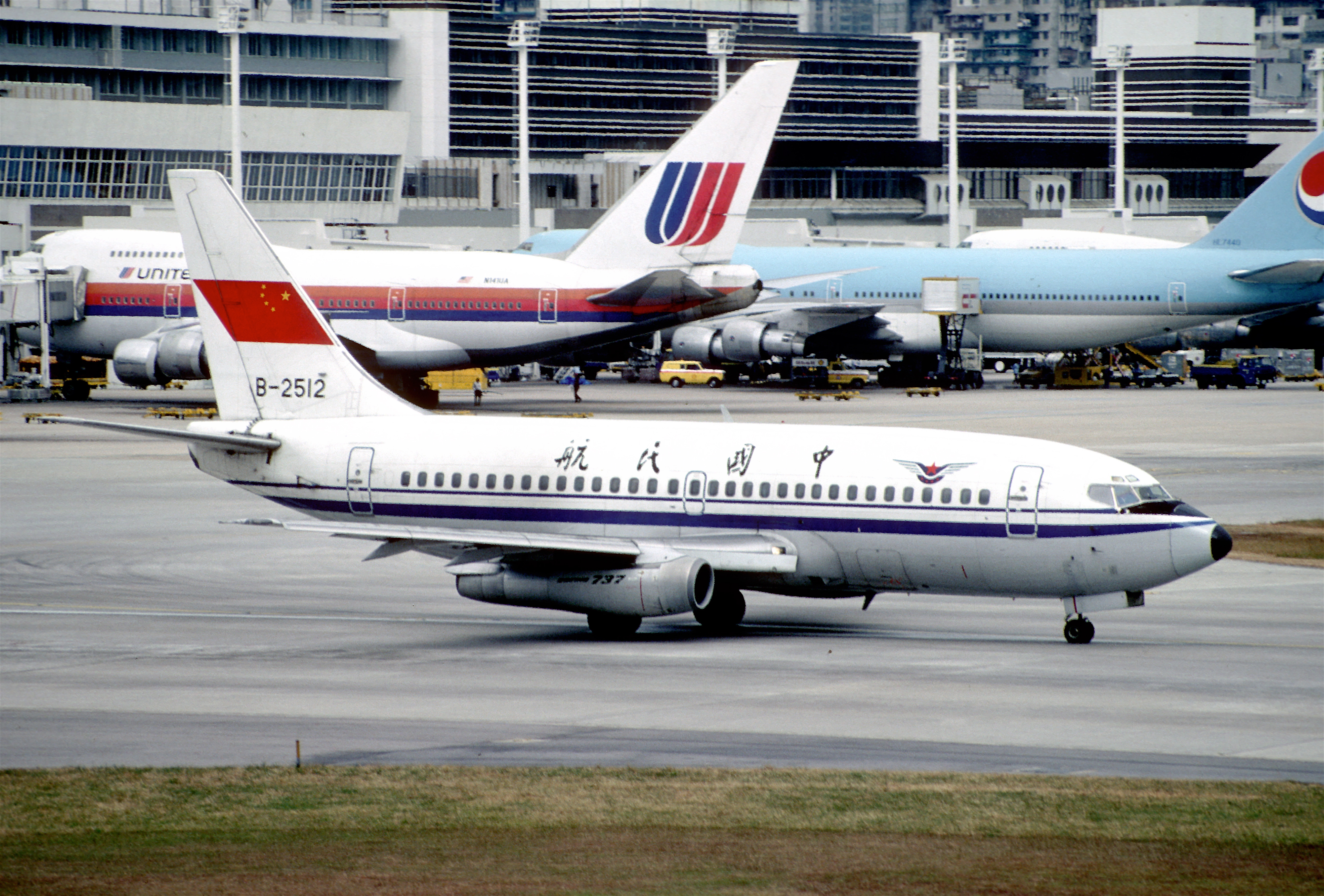
1990年在啟德機場的中國民航波音737-200。

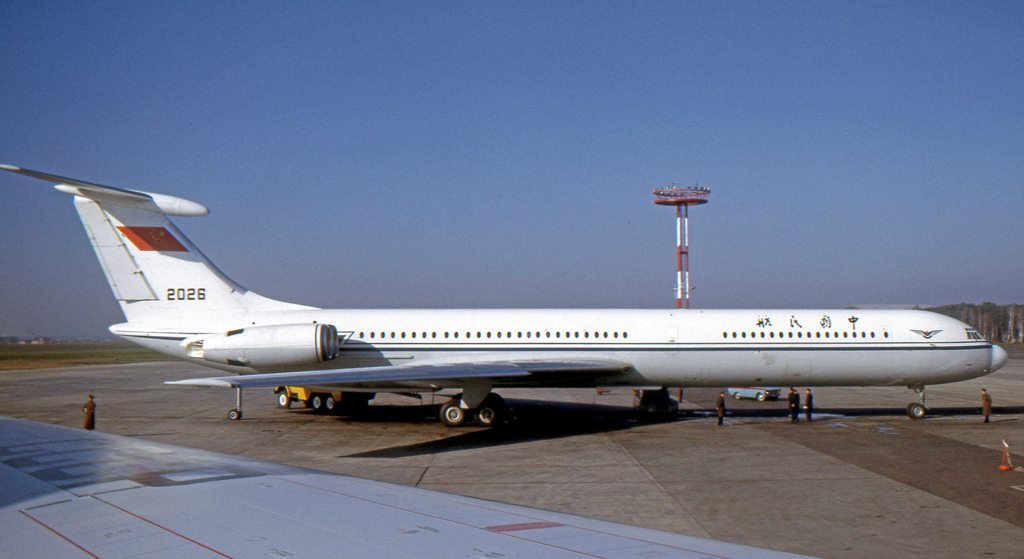
1974年，中国民航的伊尔-62在莫斯科谢列梅捷沃机场。

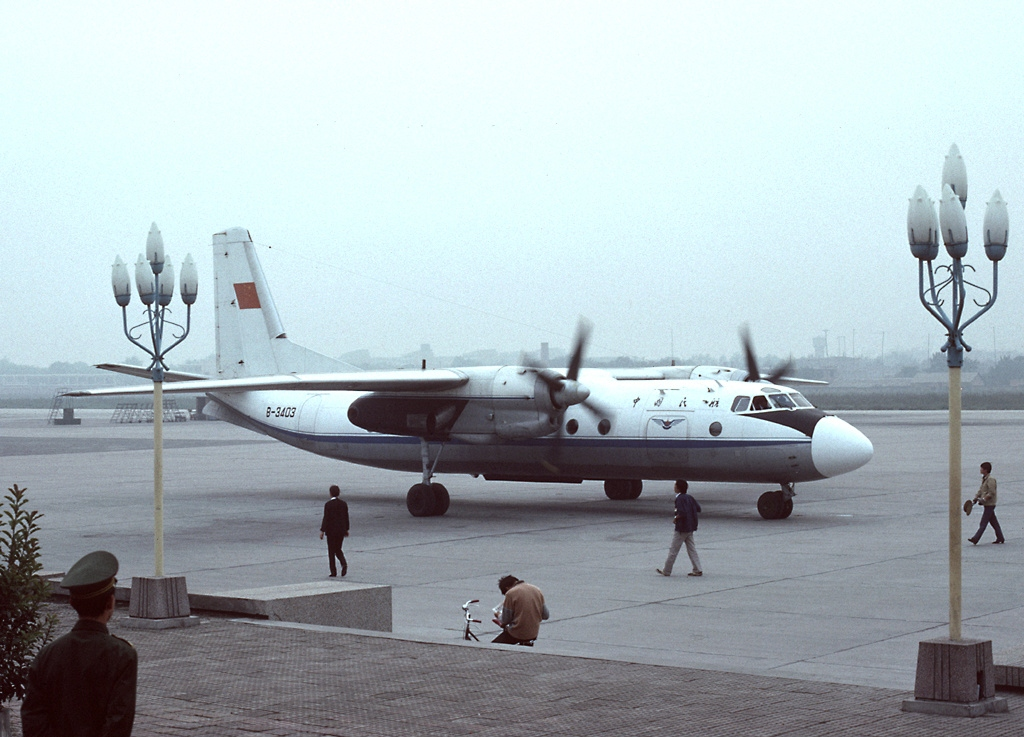
1988年，停在西安西關機場的An-24。

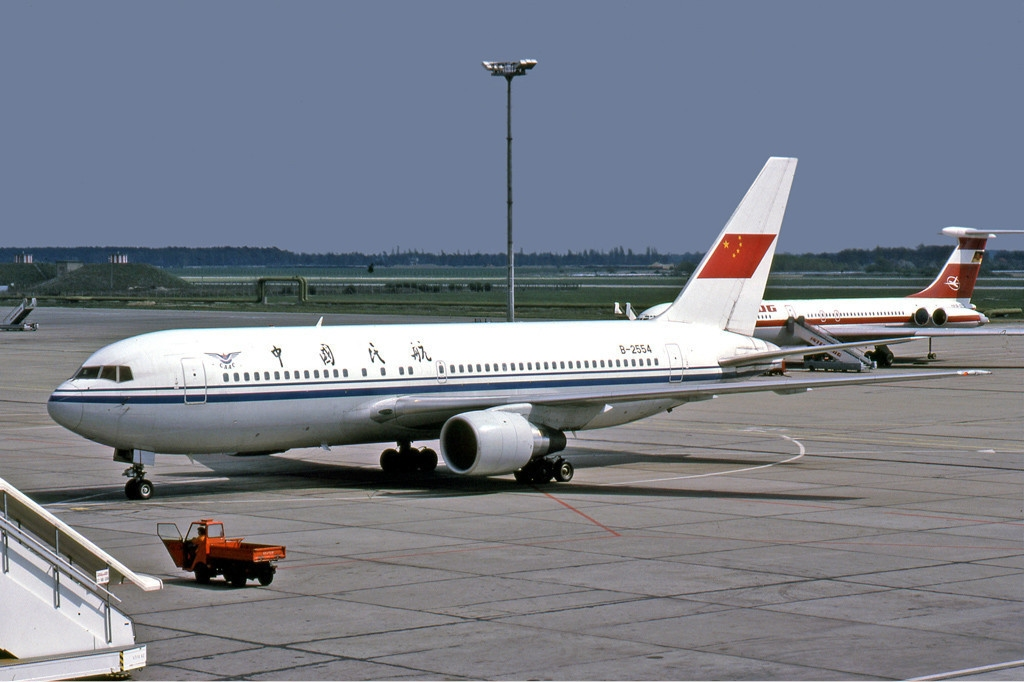
1990年停在柏林-舍讷费尔德机场的中国民航波音767-200ER。

以下列表为中国民航于1987年退出民航运营时的机队机型列表。
- 空中客车A300B4-605R
- 空中客车A310-222
- 安东诺夫An-12
- 安东诺夫An-24
- 安东诺夫An-30
- BAe 146
- 波音707-3J6B/-3J6C
- 波音737-2T4
- 波音737-3W0/-3J6
- 波音747SP-J6/-27
- 波音747-2J6BM
- 波音757-21B
- 波音767-2J6ER
- 霍克薛利三叉戟型
- 伊尔-18
- 伊尔-62
- 洛克希德L-100
- 麦道MD-82
- Mi-8直升機
- 肖特360
- 图波列夫Tu-154B/Tu-154M
- 运-5
- 运7-100
- 运-11
- 雅克-42
- 直-5

以下列表为中国民航于1987年退出民航运营前退役的机队机型列表。
- 康维尔CV-240[25]
- 柯蒂斯C-46
- 道格拉斯C-47[26]
- 道格拉斯DC-8-61
- 伊尔-14
- 里苏诺夫Li-2
- 维克斯子爵
- 運-10（從未投入商業運營）

- 注：1985年曾有一架波音747-243B短暂服役于中国民航，编号为B-2440，1986年转手至维珍航空[27]

## 飞行事故
- 1961年9月26日，中国民航一编号为18188的运-5撞山坠毁，机上15人全部遇难。[28]
- 1968年12月5日，一架伊尔-14（编号640）在降落北京首都国际机场时因发动机故障而坠毁于机场跑道南端1209米处一玉米地中，造成包括郭永怀在内的机上人员全部遇难。[2]:288[29][30][31]
- 1976年1月21日，一编号为B-492的安东诺夫An-24由广州飞往长沙，在降落长沙机场时坠毁，机上40人全数遇难。[32]
- 1977年6月16日，民航新疆区局一架里蘇諾夫Li-2（机号303）执行乌鲁木齐至哈密的211号班机，被机上唯一的乘客劫持，劫机者手持利刃威胁称带有手榴弹、炸药等，要求将飞机开往国外，否则炸机，机组随后决定备降吐鲁番（1985年停用的旧吐鲁番机场），劫机者在飞机落地之前砸破机窗跳机，摔死在距吐鲁番机场5千米处，后经检查，劫机者声称持有的“手榴弹”是教练弹，“炸药”是用红糖冒充的[33]:515。
- 1982年4月26日，一架执行中国民航3303号班机的霍克薛利三叉戟型（B-266）在离桂林45公里的恭城县撞山坠毁，机上104名乘客和8名机组人员全部罹难。
- 1982年7月25日，一架伊尔-18（编号B-220）执行西安至上海的2505号班机，飞行至无锡上空时有5名手持凶器的人员试图将飞机劫持至台湾，其中一名劫机者甚至在机上引爆雷管导致飞机受损，机上其余人员与劫机者搏斗，3名旅客、4名机组员受伤，最终原定10时08分抵沪的班机于当天中午12时54分在上海虹桥机场落地。[34][35][36][37]
- 1982年12月24日，兰州管理局一架编号为B-202的伊尔-18执行中国民航2311号班机（兰州—西安—长沙—广州），因有旅客在机上吸烟时将烟头掉入地板，在降落广州白云机场时客舱冒烟，旅客撤离时舱内烟雾变浓并转为明火，25名旅客在撤离时遇难。[38][39]
- 1983年5月5日，B-296号三叉戟由沈阳飞往上海时，卓长仁、姜洪军等六人用手枪劫持飞机，最终降落在韩国春川附近的美军机场，导致1人受伤，最终中韩达成协议，飞机及除6人外全体机载人员返还中华人民共和国，6人被当地逮捕服刑后遣返至中华民国。当时中韩尚未建交，也通过本次事件促成中韩关系开始正常化。[40]
- 1983年9月14日，一架编号为B-264的三叉戟客机在桂林与一架轰炸机相撞，客机上11名乘客死亡，20名乘客和2名机组人员受伤。[41]
- 1985年1月18日，一架编号为B-434的安东诺夫An-24B执行由上海经停南京、济南飞往北京的5109航班，因济南天气状况不佳而在进近过程中偏离航道，复飞时处置不当，失速坠毁，导致机组6人和旅客32人罹难。[42]
- 1986年12月15日，执行2409号班机[43]的B-3413号An-24RV从兰州中川机场起飞后遇到高空结冰天气，2号发动机停止工作，返航时坠毁，6名乘客遇难。[44]
- 1988年8月31日，中国民航301号班机从广州飞往香港，于暴风雨下降落启德机场时冲出跑道坠海，7死14伤。（这架飞机此时已经改由中国南方航空管辖，但仍涂有中国民航的涂装）
- 1989年12月16日，一架波音747-200BM（编号B-2448）执行由北京经上海、旧金山飞往纽约的981号班机时，一乘客欲劫机前往韩国，但因韩国方面拒绝降落，该机最后降落在日本福冈机场。[45][46]（这架飞机此时已经改由中国国际航空管辖，但仍涂有中国民航的涂装）
- 1990年10月2日上午，正从厦门高崎飞往广州途中的厦门航空8301号班机被劫持，劫机者要求驾驶员将飞机飞往台湾，后飞机因燃油不足在旧白云机场降落。飞机着陆后因劫机者夺取飞机控制权，使飞机偏离跑道，先后撞上了停泊在地面的中国西南航空4305号班机和中国南方航空3523号班机（这三架飞机仍涂有中国民航的涂装）。事件造成南航3523号班机与厦航8301号班机合共128人遇难，涉事飞机全部撞毁报废。[47]